# Elektronisch factureren
Elektronisch factureren is het geheel digitaal afhandelen van een factuur.
Een elektronische factuur moet aan dezelfde eisen als een papieren factuur voldoen, deze zijn in Nederland:
- de afnemer moet akkoord gaan met de factuur;
- op de factuur moeten de wettelijk verplichte gegevens staan;
- de factuur moet authentiek en integer zijn;
- de belastingdienst moet de factuur kunnen controleren.

## Besparingen
Volgens diverse onderzoeken kan het bedrijfsleven in Europa veel geld besparen middels elektronisch factureren. In 2008 presenteerde de staatssecretaris van economische zaken (EZ) een actieplan voor elektronisch factureren. De staatssecretaris van EZ voorspelde in 2008 dat het Nederlandse bedrijfsleven 600 miljoen euro kan besparen met de invoering van elektronisch factureren. e-Factureren is onderdeel van de Generieke Digitale Infrastructuur (GDI). De Europese Commissie schat de jaarlijkse besparing van het elektronisch factureren voor het Europese bedrijfsleven op 243 miljard euro. Geschat wordt dat in Europa jaarlijks 30 miljard facturen worden verstuurd, waarvan 1 miljard in Nederland. De uiteindelijke besparing in Nederland kan dus op circa 8 (= 243/30) miljard euro uitkomen. De Europese eIDAS verordening biedt een uitgebreid grens- en sectoroverschrijdend kader voor elektronische handtekeningen.
Deze besparingen kunnen worden gevonden in het verminderd papierverbruik, de lagere verzendkosten en de efficiëntere logistieke afwerking.

## Standaarden
Er zijn diverse standaarden voor elektronische facturen. De overheid wil zijn facturen ontvangen in UBL 2.0 formaat,
Het is de bedoeling dat eind 2010 10% van de overheidsfacturen hier elektronisch worden aangeleverd.
In het buitenland worden nog wat andere standaarden gebruikt zoals efactura (Spaans) en FInvoice.
Op 12 februari 2009 stelde staatssecretaris De Jager de elektronische factuur aan de papieren factuur gelijk in het beleidsbesluit “Omzetbelasting. Administratieve en factureringsverplichtingen“.
In 2012 werd een nieuwe poging gedaan door enkele boekhouders en accountants met de e-fff standaard. Dit kende echter geen succes omwille dat de e-fff standaard betalend was terwijl dit een subset is van de gratis beschikbare UBL standaard. 
Dat e-fff geen lang leven was beschoren werd in 2016 bevestigd door de Vlaamse Overheid die vanaf 2017 de e-factuur zal verplichten, gebaseerd op UBL2.1 volgens de Peppol-standaard, identiek aan de CENBII-standaard.

## Vormen van elektronisch factureren
De belastingdienst keurt de volgende methoden van elektronisch factureren goed:
- Geavanceerde elektronische handtekening;
- Electronic Data Interchange;
- Sommige andere methoden.

### De geavanceerde elektronische handtekening
De elektronische handtekening is de elektronische tegenhanger van de handgeschreven handtekening.
Waar een handgeschreven handtekening dient ter ondertekening van een brief, dient een elektronische handtekening ter ondertekening van een e-mail, een elektronisch document of een elektronisch formulier. Bekende voorbeelden zijn de elektronische ondertekening van de belastingaangifte (met pincode of met DigiD), de smartcards en codes voor het internetbankieren en de elektronisch ondertekende uittreksels die de Kamer van Koophandel uitgeeft.
Een "gewone" geavanceerde elektronische handtekening wordt vervaardigd door een techniek waarbij er een getal aan de elektronische boodschap wordt toegevoegd. De gebruikers merken hier veelal niets van. Veel standaard e-mail pakketten maken hier gebruik van. In het kort komt deze techniek erop neer dat de verzender een digitaal certificaat (een cijfergetal en de naam van de verzender) in zijn elektronische boodschap zet. Een elektronische boodschap is voor een computer uiteindelijk een verzameling van nullen en enen. Door deze nullen en enen wordt het getal van het certificaat door het elektronische bericht "geklutst". Zeer eenvoudig weergegeven, zorgt de techniek ervoor dat de ontvanger dat getal op zijn scherm kan weergeven en het kan vergelijken met het getal zoals dat in het certificaat van de verzender staat. De verzender kan zijn certificaat bijvoorbeeld op zijn website publiceren. De ontvanger heeft dan een grote zekerheid dat het elektronische bericht van betreffende verzender afkomstig is. Het "klutsen" van de getallen zorgt er ook voor dat er onderweg geen wijzigingen in het bericht kunnen worden aangebracht. Zouden er wijzigingen zijn aangebracht dan klopt het hash total (het totaal getal dat volgt uit het optellen van al die enen en nullen), zoals verwerkt in het oorspronkelijke bericht, niet meer en dat wordt door de techniek op het scherm van de ontvanger weergegeven. Op deze wijze is de authenticiteit (de herkomst) en de integriteit (dat er geen wijzigingen zijn aangebracht) gewaarborgd.
Vorenstaande techniek is in veel gevallen toereikend. Maar de kracht van de elektronische handtekening zit in de kracht van het algoritme (rekenschema) van de encryptie (versleuteling).
Er zijn programma's waarmee een verzender zelf zijn certificaat kan maken. De kracht van de encryptie is dan afhankelijk van het door de softwarebouwer gebruikte algoritme.

#### De gekwalificeerde geavanceerde elektronische handtekening
Om zeker te zijn dat de encryptie sterk genoeg is dient de elektronische handtekening gebaseerd te zijn op een public key
infrastructure (PKI). Dat is een set van internationale standaarden over het uitgeven en beheren van onder anderen elektronische handtekeningen. Bij het gebruik van PKI kan iemand alleen een handtekening onder bijvoorbeeld een e-mail of een elektronisch document zetten als hij of zij beschikt over een "persoonlijk" digitaal certificaat. Deze certificaten kunnen worden aangevraagd en uitgegeven door speciale instanties en bedrijven. Zij worden "Certification Authority (CA)" genoemd. Zo'n instantie geeft het certificaat alleen af als de aanvrager het zelf ophaalt en zich kan legitimeren. De aanvrager ontvangt dan het aangevraagde certificaat bijvoorbeeld op een "alleen maar te lezen" USB-stick. Deze USB-stick kan de functionaris die belast is met factureren, in de computer waarop hij factureert stoppen. De factureer-software kan deze USB-stick lezen en kopieert het certificaat er uit en zet dat in het bericht. Alvorens het certificaat in het bericht te "klutsen" verifieert de software automatisch of het certificaat nog geldig is door een verbinding te leggen met de Certification Authority.

#### Authenticiteit
Elk certificaat is uniek en bevat de naam van de eigenaar. Met behulp van een dergelijk certificaat kan een persoon een elektronische handtekening zetten, bijvoorbeeld onder een elektronisch document. De ontvanger kan vervolgens aan de hand van het certificaat zien wie de eigenaar is en daarmee wie het elektronisch document heeft ondertekend. Dat "zien van de eigenaar" gebeurt ook veelal automatisch. De software op de computer van de ontvangende partij legt een verbinding met de Certification Authority.

#### Integriteit
Indien het bericht na ondertekening is gewijzigd, kan dit worden gedetecteerd. Veelal wordt bij het openen van het bericht direct op het beeldscherm van de ontvanger aangegeven of het bericht is gewijzigd. Soms kan men de historie van wijzigingen in het document volgen.

#### Nadere informatie
Een instantie die veel informatie verstrekt over veilig elektronisch communiceren is PKIoverheid (Public Key Infrastructure voor de overheid).

### Electronic Data Interchange
In plaats van kenmerken in het bericht garandeert EDI de authenticiteit en integriteit door de procedures voor de verwerking van het bericht. Over die procedures moeten de zender en de ontvanger van de factuur daarom afspraken maken (bijvoorbeeld in een interchange agreement).
De zender en de ontvanger wisselen EDI-berichten uit via bijvoorbeeld een zogenaamd Value Added Network (VAN). VAN-diensten worden aangeboden door netwerkleveranciers.
Die leveranciers sturen EDI-berichten over datalijnen naar de elektronische postbus van de handelspartners. Daarbij zorgen ze onder andere voor een goede beveiliging en doorlooptijd van de berichten.
Meer informatie over de voorwaarden waar elektronisch factureren middels EDI aan moet voldoen, staat in de aanbeveling 31994H0820 van de Europese Commissie, te vinden op de website van de Europese Commissie. De link naar deze website is opgenomen bij de externe links onder aan deze pagina.

### Sommige andere methoden
De andere methoden omvatten een diversiteit aan technische oplossingen. Een bekend voorbeeld is het webbased factureren. Dit is een wijze waarbij de factuur alleen op de website van de verzender is te bekijken. Veel telefoonbedrijven presenteren zo hun nota. De ontvanger krijgt dan veelal een mailtje dat de nota op de website van de telefoonaanbieder is geplaatst. Ook banken verstrekken tegenwoordig veelal de dagafschriften digitaal op hun site.
Een probleem van de diversiteit is dat een belastingdienst niet in staat is alles te beoordelen en goed te keuren. In haar brochure over elektronische factureren merkt de belastingdienst dan ook op dat er een schriftelijk verzoek kan worden ingediend bij het belastingkantoor waar het bedrijf onder valt. Veelal zal een speciale functionaris van de belastingdienst (een EDP-er), in overleg met het bedrijf de procedures beoordelen. De inspecteur van de belastingdienst neemt een beslissing over het verzoek. Tegen die beslissing kan bezwaar worden gemaakt.

## Bewaarplicht
Bedacht dient te worden dat ook elektronische facturen behoren tot de administratie van bedrijven. Zij vallen onder de algemene bewaarplicht van 7 jaar. Indien de facturen betrekking hebben op onroerend goed dienen ze 10 jaar te worden bewaard.
De elektronische facturen dienen te worden bewaard in de vorm waarin zij ontvangen zijn. Aan de verzendende kant dienen de facturen zodanig te worden bewaard dat het verzonden exemplaar gereproduceerd kan worden. Meer informatie over de bewaarplicht is te vinden in de brochure "Uw geautomatiseerde administratie en de fiscale bewaarplicht". Deze brochure is opgenomen bij de externe links.

## Een voorbeeld
Een ondernemer stuurt zijn klant per e-mail een factuur. De volgende vraag zou gesteld kunnen worden: "Is dit een elektronische factuur die de belastingdienst accepteert?".
Of het hier om een elektronische factuur gaat die de belastingdienst accepteert ligt aan een aantal situaties en factoren:
- Factoren:
  - is de authenticiteit gewaarborgd en op welke wijze ?
  - is de integriteit gewaarborgd en op welke wijze?
- Situaties:
  - staan de gegevens in het mailbericht zelf?
    - is het een secured (beveiligd/ge-encrypt) mailbericht?

  - zit de factuur als bijlage bij het mailbericht?
    - om wat voor een soort bijlage gaat het?
      - is het een spreadsheet of gelijksoortig?
      - is het een tekstverwerkersdocument of gelijksoortig?
      - is het een pdf-document?
        - is de bijlage ge-encrypt/versleuteld
          - is ge-encrypt/versleuteld middels een certificaat?
            - wat is de kwaliteit van het certificaat?

Kortom, er zijn nogal wat mogelijkheden. In het voorgaande is de situatie gestileerd weergegeven. In de praktijk komen nog meer varianten voor. Het is daarom verstandig dat de ondernemer in dit voorbeeld contact opneemt met zijn contactpersoon bij de belastingdienst (de klantcoördinator). Die zal dan zorgen dat een gespecialiseerd functionaris van de belastingdienst (een EDP-er) de situatie komt bekijken en daar een, meestal schriftelijke, uitspraak over zal doen.
Wat met zeer grote waarschijnlijkheid niet door de belastingdienst wordt geaccepteerd is een onbeveiligd tekstverwerkers-, pdf- of spreadsheet- etc. document dat als een bijlage met een onbeveiligde e-mail wordt meegestuurd.
De verzendende partij voldoet hiermee niet aan de formele eisen die in de wet staan. De ontvangende partij loopt het risico dat hij de btw niet terug krijgt.
Tegenwoordig is het lastig om te zien of een papieren factuur door de leverancier is geprint of dat de afnemer een hem digitaal toegestuurde factuur zelf heeft uitgeprint. De gemiddelde printerkwaliteit is hoog. Ondernemers die dit doen lopen bepaalde risico's. De ontvangende partij is verplicht de ontvangen e-mail met bijlage 7 jaar te bewaren. Doordat de belastingdienst de mogelijkheid heeft om beide ondernemers te controleren kan zij achterhalen dat de verzender niet aan de formele eisen heeft voldaan en dat de ontvangende partij daardoor het eerder geschetste risico loopt.
Belangrijk is te weten dat de belastingdienst een open en positieve organisatie aan het worden is. Het wordt op prijs gesteld als onduidelijke situaties vooraf worden voorgelegd. Daarmee kan de specifieke situatie worden beoordeeld zodat voor alle partijen duidelijk wordt wat wel en niet kan.